# Stactobia loki
Stactobia loki är en nattsländeart som beskrevs av Schmid 1983. Stactobia loki ingår i släktet Stactobia och familjen smånattsländor. Inga underarter finns listade i Catalogue of Life.